# Gelis keenii
Gelis keenii là một loài tò vò trong họ Ichneumonidae.